# مجموعة تي أف 1
مجموعة تي أف1 (بالفرنسية: Groupe TF1)‏ هي مجموعة السمعية بصرية فرنسية التي بنيت حول القناة التلفزيونية التجارية بث TF1، التي تم إنشاؤها في 6 يناير 1975 وتم خصخصتها في عام 1987.